# 高野山ダム
高野山ダム（こうのやまダム）は、新潟県中魚沼郡津南町、信濃川水系中津川（河道外）に建設されたダム。高さ33メートルのロックフィルダムで、東京電力リニューアブルパワーの発電用ダムである。同社の水力発電所・中津川第一発電所に送水し、最大12万6,000キロワットの電力を発生する。

## 歴史

### 大正時代
周囲を山で囲まれ、独自の文化をはぐくんできた秘境・秋山郷。そこに近代化の波が押し寄せたのは大正時代のことである。電力会社である信越電力は、中津川を流れる水を利用して電力を発生させることを計画。その中核を担う中津川第一発電所は、3台の水車発電機を秋山郷の入口に相当する穴藤（けっとう）に設置し、最奥の切明（きりあけ）で取り入れた水を400メートルもの高さから落下させ、最大3万8,950キロワットの電力を発生するというものであった。発電所直上の高台には水を一時的に貯えておくための調整池が設けられ、これは高さ19.5メートルのバットレスダムによって形成された。日本において、水力発電用としての本格的なバットレスダムは高野山ダムが初であった。
中津川の開発は下流から順次行われ、中津川第三発電所（860キロワット）が1919年（大正8年）着工、1921年（大正10年）完成。同年、中津川第二発電所（1万8,000キロワット）が着工、1923年（大正12年）完成。中津川第一発電所は1922年（大正11年）着工、1924年（大正13年）に完成した。輸送力を確保し工事を円滑に進めることを目的に鉄道路線が中津川沿いに敷設されたが、これは交通の便のなかった秋山郷の人々の暮らしを一変させるものであった。工事に参加した秋山郷の人々の中には、給料のよさから古くからの暮らしをやめる者が多く出たという。その一方で朝鮮人労働者の作業環境は劣悪であったといわれる。タコ部屋労働の果てに命を落とした人々の遺体が川を流れ下ったという話が「信濃川朝鮮人虐殺事件」として新聞を通じて広まった。なお、中津川の開発を終えた信越電力は信濃川本川の開発（信濃川発電所・西大滝ダム）も計画していたが遅々として進まず、不況のあおりを受けて東京電灯に吸収合併されている。

### 昭和の再開発
戦後、中津川流域の水力発電所は東京電力が継承した。同社は中津川の水源にダムを築き、広大な野反湖を誕生させ、すぐ下流には渋沢ダムおよび切明発電所（2万キロワット）を新設した。1972年（昭和47年）には中津川第一発電所で水車発電機を1台増設し、既設発電機の増強とあわせ総出力を12万6,000キロワットとした。それに伴って高野山ダムでは貯水量拡大を目的とした再開発事業が行われた。旧ダムは撤去され、ロックフィルダムに刷新。これは表面をアスファルトで舗装し水をせき止める表面アスファルト遮水壁型フィルダムである。また、発電所の出力調整による河川水位の急激な変動を抑えるため、発電所の放水路に逆調整池として穴藤（けっとう）ダムを建設した。
再開発の手は下流の発電所にも伸ばされている。1954年（昭和29年）、中津川第三発電所を廃止し、代わりに下船渡発電所（6,100キロワット）を設置。中津川第二発電所についても1994年（平成6年）に出力を2万700キロワットへと増強。さらに穴藤ダムから発電所直上の調整池までに存在するわずかな落差を利用した水車発電機が増設され、2万2,500キロワットとなっている。

## 周辺
秋山郷の入口・穴藤に中津川第一発電所がある。新潟県津南町中心市街地から国道405号を南下、中津川に面した発電所建屋のすぐ近くに穴藤ダムがある。その天端は車道になっている。
高野山ダムは発電所から山の頂上へと延びる水圧管路の先にあり、新潟県道251号加用今新田津南停車場線から城原ダムを経て回り込むとたどり着ける。そこにバットレスダムであった当時の面影を残すものはない。

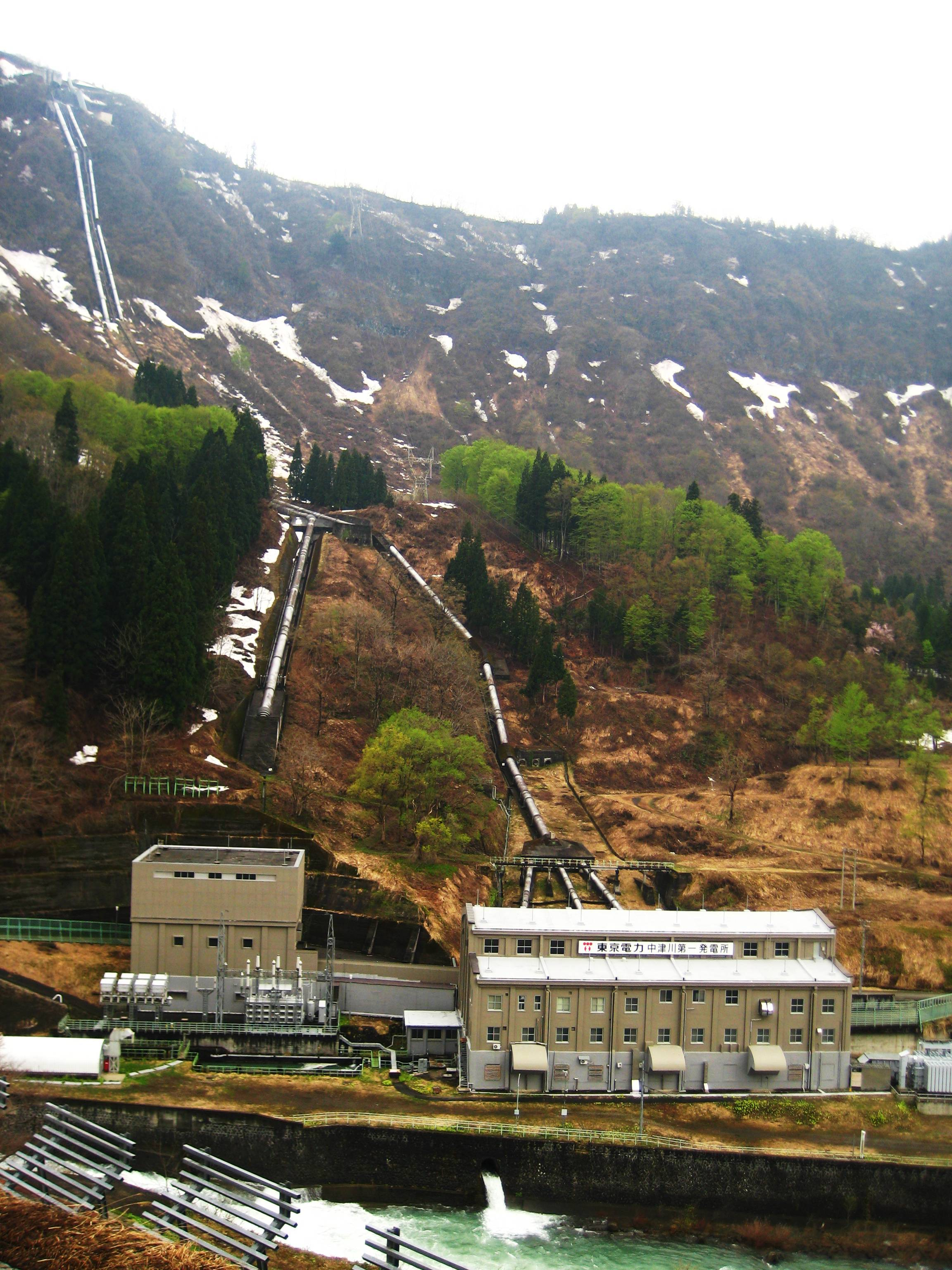
中津川第一発電所
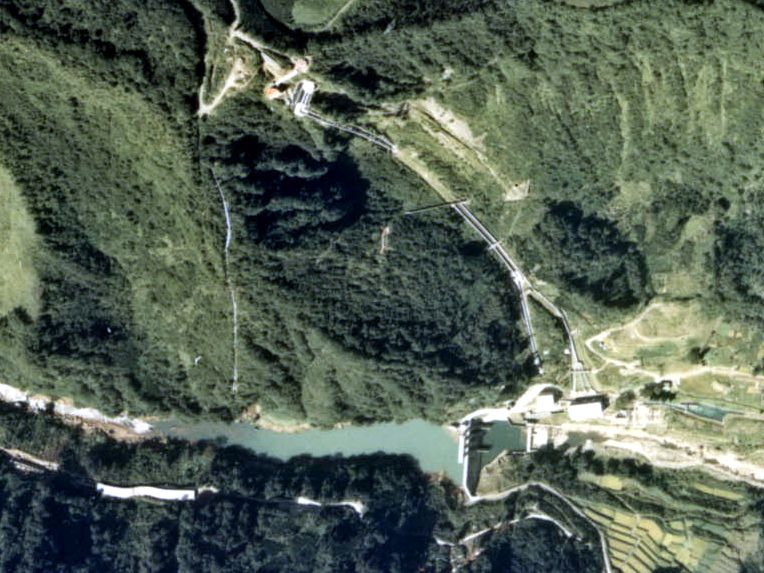
中津川第一発電所と穴藤ダム

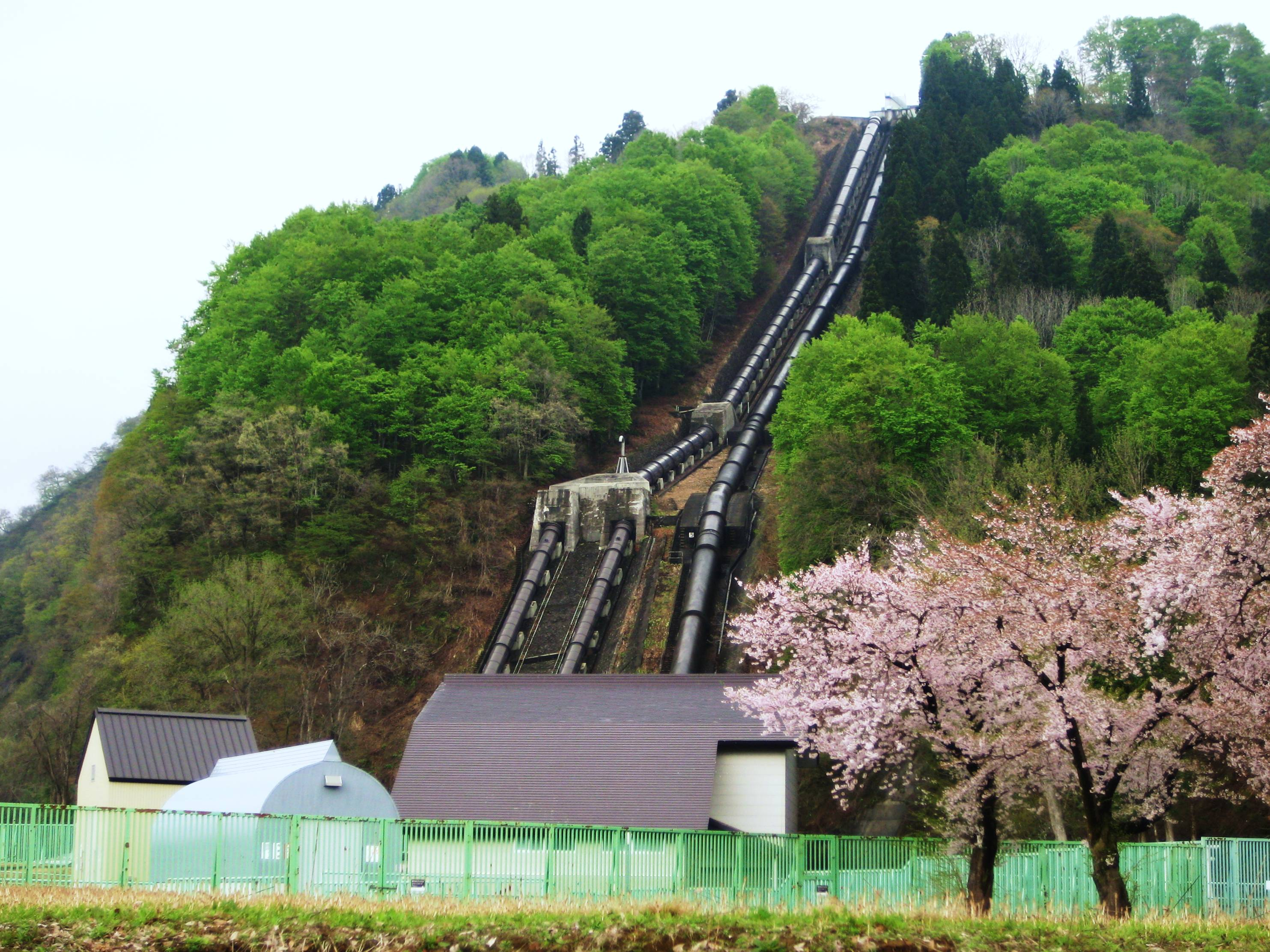
中津川第二発電所
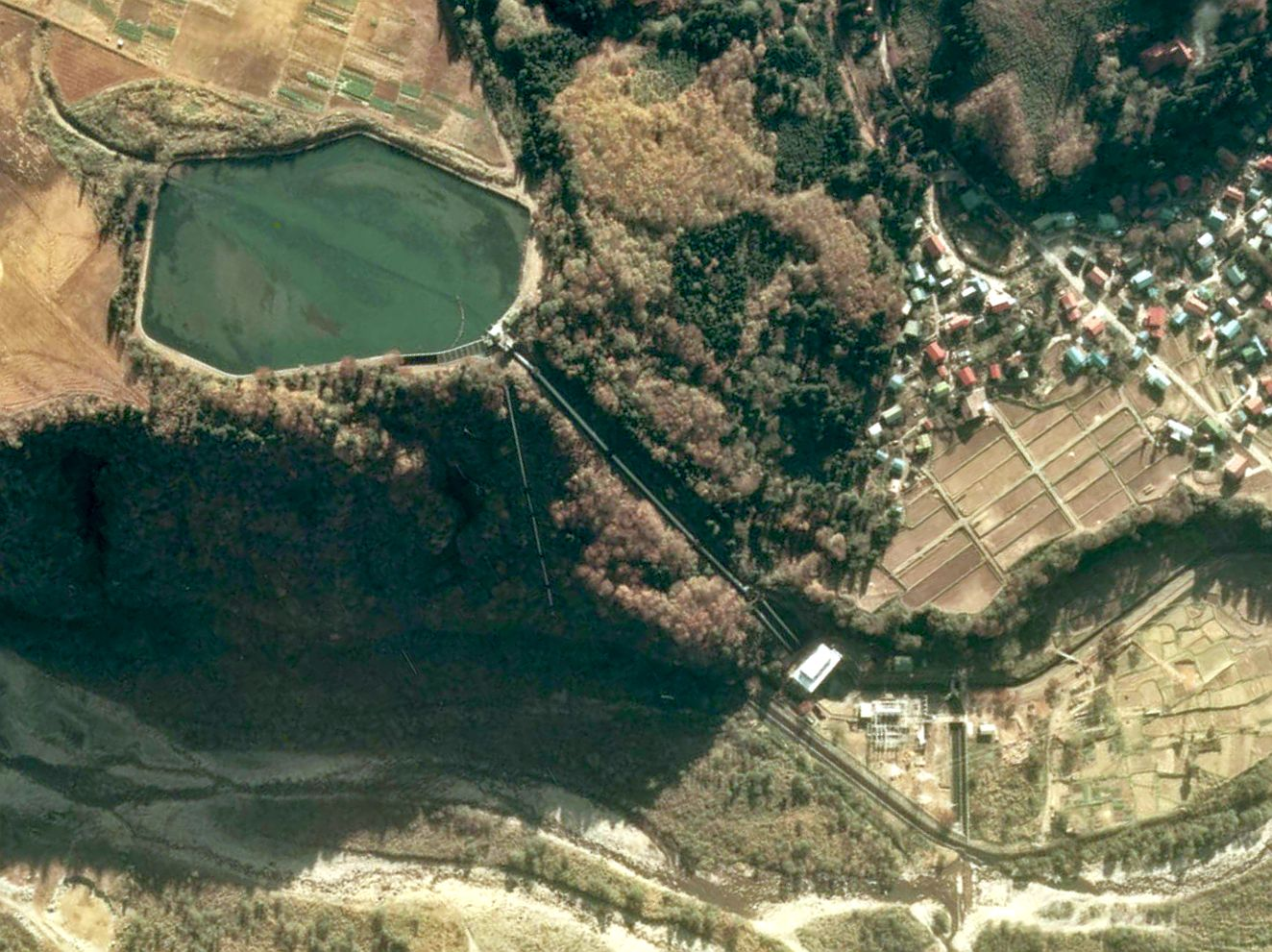
中津川第二発電所と沖野原調整池